# Conopholis
Conopholis ist eine Pflanzengattung in der Familie der Sommerwurzgewächse (Orobanchaceae). Die zwei oder drei Arten kommen in Nord- und Zentralamerika vor. Sie leben parasitisch auf den Wurzeln von Eichen (Quercus).

## Beschreibung

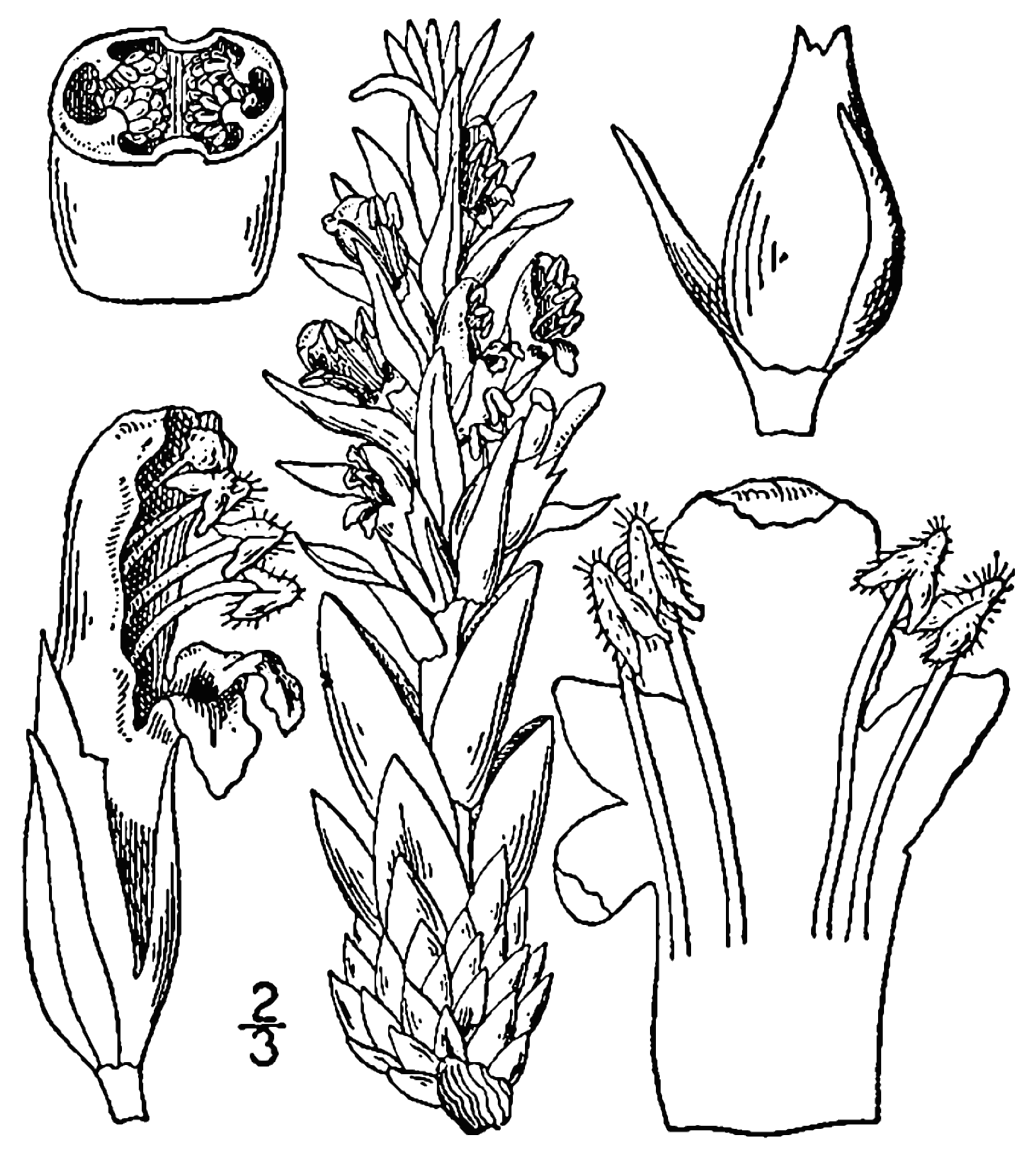
Illustration von Conopholis americana

### Vegetative Merkmale
Conopholis-Arten sind ausdauernde krautige Pflanzen. Sie leben parasitisch auf den Wurzeln von Eichen (Quercus spec.). Die oberirdischen Teile bestehen aus einem oder mehreren kurzen, aufrecht und meist unverzweigt wachsenden Stängeln, die aus einer beständigen, gallenartigen Verdickung wachsen. 
Die Blätter sind auf Schuppen reduziert, die sich an der Stängelbasis dachziegelartig überlappen und weiter oben wechselständig stehen. Sie sind aufsitzend, besitzen eine breite Basis und sind zunächst gelblich weiß und werden später bräunlich.

### Blütenstände und Blüten
Die Blüten stehen einzeln oder in Gruppen in ährenartige traubigen Blütenständen auf einer dicken Blütenstandsachse. Sie werden von Hochblättern begleitet, die ähnlich wie die Laubblattschuppen geformt und länger als die Kelchblätter sind. An der Basis des Kelches stehen zudem ein oder zwei Vorblätter. Die Blütenstiele sind kurz bis verlängert.
Die zwittrigen Blüten sind zygomorph mit doppelter Blütenhülle. Der Kelch ist röhren- oder spatelförmig, einseitig gespalten und unregelmäßig zwei-, vier- oder fünflappig oder gezähnt, die Segmente sind zugespitzt oder gerundet. Die Krone ist röhrenförmig und zweilippig und gelblich bis weiß gefärbt. Die Oberlippe ist gebogen oder gerade, die Unterlippe ist mit meist drei, selten ein bis zwei ungleich geformten, abstehenden Lappen besetzt. Die vier Staubfäden ragen über die Krone hinaus, die Staubbeutel sind gespornt, die Theka stehen leicht auseinander und sind unbehaart oder nur spärlich behaart. Der Fruchtknoten ist einkammerig und besitzt vier seitlich angeordnete Plazenten. Die Narbe ist scheibenförmig.

### Früchte und Samen
Die zweikammerigen, unregelmäßig aufspringenden Kapselfrüchte werden meist von der beständigen Blütenhülle umgeben. Die Samen sind oval bis gewinkelt und haben eine netzförmige Samenoberfläche.

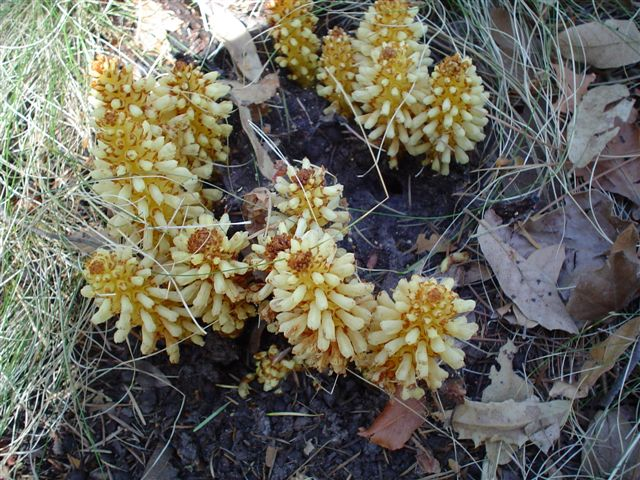
Conopholis alpina var. mexicana

## Systematik und Verbreitung
Die Gattung Conopholis wurde 1825 durch Friedrich Wilhelm Wallroth in Orobanches Generis Diaskene, Seiten 78–79 aufgestellt. Typusart ist Conopholis americana (L.) Wallr.
Die Conopholis-Arten sind von Nord- bis Zentralamerika verbreitet.
In der Gattung Conopholis Wallr. gibt es drei Arten:
- Conopholis alpina Liebm. (Syn.: Conopholis sylvatica Liebm.): Es gibt zwei Varietäten:[3]
  - Conopholis alpina Liebm. var. alpina[3]: Sie kommt von Texas über Mexiko, Guatemala, Honduras, Nicaragua bis Panama verbreitet.[4]
  - Conopholis alpina var. mexicana (A.Gray ex S.Watson) R.R.Haynes (Syn.: Conopholis mexicana A.Gray ex S.Watson, Conopholis alpina Liebm., Conopholis americana sensu Endl. non Wallr.):[3] Sie kommt in Texas, Mexiko, Guatemala, Honduras und Costa Rica vor.[4] Die Chromosomenzahl beträgt 2n = 40.[5]
- Conopholis americana (L.) Wallr. (Syn.: Orobanche americana L.)[3]: Sie kommt im östlichen Kanada und in den östlichen und zentralen Vereinigten Staaten vor.[4]
- Conopholis panamensis Woodson[3]: Sie wurde aus Panama erstbeschrieben.